# Baaghi (serie de películas)
Baaghi es una serie cinematográfica de pelícias de acción en idioma hindi. Todas son producidas por Sajid Nadiadwala bajo la distribución de Nadiadwala Grandson Entertainment, mientras que la primera entrega es distribuida por UTV Motion Pictures, la segunda y la tercera son de Fox Star Studios. La primera entrega de Baaghi que se estrenó en 2016 está dirigida por Sabbir Khan mientras que la segunda y tercera están dirigidas por Ahmed Khan. Baaghi 2 hasta la fecha es la película más exitosa de la franquicia recaudando más de 254,33 millones de rupias en todo el mundo. La serie está protagonizada por Tiger Shroff como Ronnie. 
Cada película comienza con una historia nueva que no guarda relación con la historia de la anterior.

## Películas
| Año  | Película | Protagonistas                  | Estreno             |
| ---- | -------- | ------------------------------ | ------------------- |
| 2016 | Baaghi   | Tiger Shroff y Shraddha Kapoor | 29 de abril de 2016 |
| 2018 | Baaghi 2 | Tiger Shroff y Disha Patani    | 30 de marzo de 2018 |
| 2020 | Baaghi 3 | Tiger Shroff y Shraddha Kapoor | 6 de marzo de 2020  |
| 2022 | Baaghi 4 | Tiger Shroff y Sara Ali Khan   | Septiembre de 2022  |

### Baaghi(2016)
La película comienza con el campeón de artes marciales "Raghav Shetty" (Sudheer Babu) secuestrando a "Sia Khurana" (Shraddha Kapoor) del set de su película en Hyderabad y llevándola a Bangkok. El padre de Sia "PP Khurana" (Sunil Grover) va a las oficinas gubernamentales y a la policía en busca de ayuda, pero nadie está listo para ayudarlos ya que "Raghav" es un hombre influyente. "Khurana" luego se vuelve hacia el exnovio de Sia, "Ranveer Ronnie Pratap Singh" (Tiger Shroff).
En un flashback, "Ronnie" y "Sia" se encuentran en un tren. "Raghav" ve a "Sia" en la estación de tren y comienza a gustarle. Les dice a sus hombres que obtengan información sobre ella mientras "Ronnie" visita la escuela de artes marciales de un tal "Guruswamy" en Kerala. En una carta a "Guruswamy", el padre de Ronnie explica que Ronnie es un rebelde y le pide que haga de "Ronnie" un buen ser humano. "Ronnie" y "Sia" se enamoran y Sia le da un anillo que recibió de su padre y le pide que se lo quede siempre. "Raghav" le pide la mano de "Sia" a "Khurana" pero esta está tan perdido por la codicia cuando ve cuánto dinero ofrece "Raghav" por "Sia". Él acepta entregar a "Sia" a "Raghav", pero cuando ve que "Ronnie" tiene el anillo de "Sia", se da cuenta de que está enamorada de él y este informa a "Raghav", quien decide matar a "Ronnie".
Ronnie golpea a los hombres de Raghav cuando maltratan a Subbu, un niño mudo al que Ronnie es cercano, solo para que Raghav lo arreste más tarde. Guruswamy intenta persuadir a Raghav, su hijo, de que deje de perseguir a Sia, pero Raghav lo envenena y lo mata para sacarlo del camino. Ronnie está desconsolado al enterarse de la muerte de Guruswamy, ya que lo había visto como una figura paterna. Khurana luego crea un malentendido entre Sia y Ronnie para separarlos, lo que funciona y las formas de dos partes.
En el presente, Ronnie llega a Bangkok y visita el club de lucha de Raghav, venciendo al luchador más fuerte allí para llamar la atención de Raghav. Al día siguiente, Ronnie irrumpe en la casa de la mano derecha de Raghav, Biju, y amenaza a la esposa de Biju a punta de pistola, lo que lo obliga a revelar la ubicación de Sia. Al enterarse de que estaba en el hospital, Ronnie salva a Sia y escapa con ella bajo los dos disfrazados de médico y enfermera. Los dos se detienen en una isla en su camino de regreso a la India , donde Sia descubre el engaño de su padre cuando ve que Ronnie todavía lleva su anillo. La pareja se reconcilia, pero Raghav y sus hombres los atacan. Biju dispara a Ronnie, quien cae por un acantilado.
Raghav lleva a Sia a su lugar. Luego se revela que Ronnie está vivo. Resulta que Biju había usado balas de fogueo en su arma, salvándolo como Ronnie había salvado la vida de su esposa antes. Raghav mata a Biju cuando Biju dice que cree que Ronnie tiene razón.
Ronnie asalta el edificio de Raghav y lucha por sí solo contra todos los asesinos y espadachines empleados por Raghav. Llega a Raghav, quien inicialmente lo domina, pero cuando Raghav revela que él fue quien asesinó a Guruswamy, Ronnie se enfurece y usa los movimientos característicos de Guruswamy para matar a Raghav. Al final, Ronnie, ahora felizmente junto con Sia, se convierte en el nuevo maestro en la escuela de Guruswamy, donde ahora se encuentra una estatua de Guruswamy.

### Baaghi 2(2018)
La película comienza con una mujer llamada "Neha Rawat" que sufre un ataque repentino y que al recuperar el conocimiento busca a su hija desaparecida (Rhea Salgaonkar). Una indefensa Neha llama a Ronnie Pratap Singh, su exnovio de la universidad, que ahora es un soldado de Para la SF del ejército indio. Luego, la película muestra el momento en que se presentaron el uno al otro.
Hace cuatro años, Ronnie y Neha se conocieron en la universidad. Aunque inicialmente a Neha no le agrada, se hacen amigos y él se enamora de ella. Después de proponerle matrimonio a Neha, Ronnie le promete que siempre la ayudará y estará con ella si alguna vez se mete en problemas. El día de su boda, el padre de Neha, Mahendra, sufre un infarto y luego Neha va a buscarlo al hospital. Mahendra, a quien no le gusta Ronnie, le pide a Neha que no se case con él mientras arreglaba su matrimonio con el hijo de su amigo, Shekhar Salgaonkar. En el último deseo de su padre, Neha deja a Ronnie.
De vuelta al presente, en el hotel le piden a Ronnie que conozca a Neha, la encuentra asustada, rota y perdida. Al preguntarle sobre su familia, Neha revela que su hija de 3 años, Rhea, ha estado desaparecida desde que la dejó en la escuela el primer día escolar de Rhea, donde fue agredida fuera de las puertas y Rhea fue secuestrada.
Cuando Ronnie le pregunta a Neha sobre Shekhar, ella le dice que Shekhar ha estado deprimido desde el secuestro. Neha le pide a Ronnie que la ayude a encontrar a Rhea. Ronnie recuerda su promesa y acepta la tarea de encontrar a Rhea.
Ronnie va a alquilar un coche, donde conoce y se hace amigo de un hombre gordo llamado Usman Langda. Ronnie y Neha visitan la estación de policía donde el inspector Sharad Kutey, escritor de FIR, actúa de manera inapropiada con Neha. Ronnie lo golpea, una acción que lo arresta, pero posteriormente es liberado después de que el jefe de Kutey, DIG Ajay Shergill, lo solicita.
Después de su liberación, Ronnie interroga a Neha en su apartamento, pero cuando de repente llega Sunny, el cuñado alcohólico y drogadicto de Neha, ella le dice que se vaya. Cuando Sunny sale, Ronnie le pide a Neha su dirección. Empieza a buscar pistas, pero todos a los que pregunta afirman que Shekhar y Neha no tenían ninguna hija.
Incapaz de encontrar a Rhea a través de las imágenes de CCTV, Ronnie se encuentra con un inspector de policía que tiene fotos de Rhea, incluidos certificados para demostrar que Neha está diciendo la verdad. Ronnie luego se encuentra con Shekhar, quien le dice que Neha tuvo un aborto espontáneo después de un accidente. Le diagnosticaron trastorno de estrés postraumático y comenzó a pensar que ella y Shekhar tenían una hija que no existe.
Al escuchar los relatos de Shekhar, Ronnie le pregunta a Neha, pero ella lo niega, alegando que todos están en su contra e insistiendo en que tiene una hija. Cuando Ronnie dice que no tiene una hija, ella le pide que se vaya, que es cuando él nota las marcas del crecimiento de la altura de Rhea en la pared. Comienza a dudar de sus creencias, pero es demasiado tarde cuando Neha se suicida, sintiéndose desorientado porque nadie le creyó.
La policía llega al lugar de inmediato con el ACP Loha Singh Dhull. Loha sospecha de Shekhar. La policía encuentra a Ronnie usando los contactos de Neha. Después de que Usman confiesa haber visto a Rhea con Sunny, Ronnie sale del hotel y encuentra a Sunny, pero la policía detiene a Sunny. Mientras es interrogado, ataca a Ajay, pero recibe un disparo en la pelea posterior y muere.
Para su próximo intento, Ronnie va a la oficina de Usman, donde Usman es atacado por los matones que lo agredieron. Golpea a los matones, pero Usman muere a causa de sus heridas. Ronnie toma el teléfono de uno de los matones, revelando mensajes de texto sobre sus objetivos, seguido de una foto de él mismo que fue tomada en la casa de Ajay. Se da cuenta de que Ajay es la mente maestra.
Después de matar a todo un ejército de matones solo en un bosque aislado en el lugar de Ajay en Goa, Ronnie se enfrenta a Ajay en su mazmorra, quien revela que Shekhar le pagó por planear el secuestro de Rhea, ya que Shekhar odiaba a Rhea. Todos los involucrados con la familia fueron asesinados o sobornados para que siguieran el juego y a Neha le estaban lavando el cerebro para que pareciera loca, como la única persona que sabía de la existencia de su hija.
Habiendo escuchado esto, Ronnie derrota a Ajay en una pelea. Loha llega y dispara a Ajay hasta matarlo. Ronnie ve a Rhea antes de desmayarse. Después de recuperar el conocimiento, Loha le dice que Rhea es la hija ilegítima de Ronnie. Después de enterarse de esto, Ronnie recuerda aquella vez que Neha lo conoció para terminar su relación y terminó consumar su relación hace cuatro años. Ve el espíritu de Neha diciéndole que Rea es lo más hermoso de su relación.
Loha le dice a Ronnie que Shekhar confesó y reveló que secuestró a Rhea desde que su médico lo declaró estéril, revelando que Rhea no era su hijo. La película termina con Ronnie comenzando a vivir con Rhea y viendo un reflejo de la muerta Neha sentada detrás de ellos.

### Baaghi 3(2020)
El matón desempleado Ranveer "Ronnie" Pratap Singh (Tiger Shroff) vive con su hermano mayor Vikram (Riteish Deshmukh). Ronnie rescata a Vikram de cualquier situación peligrosa o mala. A Vikram no le gusta involucrarse en peleas. Ronnie le pide a Vikram que acepte un trabajo de policía, ya que su padre Charan (Jackie Shroff) estaba en la fuerza policial hace años.
Ronnie castiga en secreto a los matones ya que Vikram era tímido y no le gusta la violencia. Por esto, Vikram se eleva a la fama por sus actividades y es bien recibido. Vikram tuvo que volar a Siria para el papeleo de rutina y se despide de su hermano. En un video chat, Ronnie es testigo de cómo Vikram es golpeado por dos personas y, mientras lo secuestran, Ronnie advierte que los destruirá a ellos y al país.
Ronnie llega a Siria junto con su novia Siya (Shraddha Kapoor), quien también es la esposa de Vikram, la hermana de Ruchi (Ankita Lokhande). Descubren que Vikram fue secuestrado por ISIS, cuyo líder es Abu Jalal Gaza. Ronnie se abre camino a través de helicópteros, tanques y muchos soldados. Mientras tanto, en la base de Abu, Vikram le explica que siempre que estaba en problemas solía gritar el nombre de Ronnie.
Cuando Vikram gritó el nombre de Ronnie, Ronnie invade la base para salvar a Vikram y se encuentra con él. Abu Jalal encarcela a Vikram y Siya. Cuando Ronnie es golpeado, Vikram se extravía y comienza a luchar contra los soldados para sorpresa de Ronnie luego Ronnie ejecuta a Abu.

### Baaghi 4(2022)
El 9 de marzo de 2020, Ahmed Khan dijo: "El dueño de la película es Sajid Nadiadwala, si el decide que deberíamos seguir adelante con Baaghi 4 lo haremos, pero definitivamente mantendremos viva la franquicia".
El 11 de abril de 2020, mientras interactuaba con Bollywood Hungama, Tiger Shroff dijo: “Sabes, he recibido tantos mensajes y tantas llamadas de personas que dijeron que lamentablemente se perdieron Baaghi 3 debido a la situación en el mundo, realmente estaban grabando para ver, pero no pudieron, debido a todo lo que estaba sucediendo. Entonces lo único en mi mente en este momento es Baaghi 3 y como dijiste, espero que vuelvan a lanzar la película, si no entonces Baaghi 4 definitivamente está en las cartas ".

## Reparto y personajes
| Actor            | Película                      | Película                      | Película                                          |
| Actor            | Baaghi (2016)                 | Baaghi 2 (2018)               | Baaghi 3 (2020)                                   |
| ---------------- | ----------------------------- | ----------------------------- | ------------------------------------------------- |
| Tiger Shroff     | Ranveer "Ronnie" Pratap Singh | Ranveer "Ronnie" Pratap Singh | Ranveer "Ronnie" Chaturvedi                       |
| Shraddha Kapoor  | Sia Khurana                   |                               | Siya Nandan                                       |
| Shaurya Bhardwaj | Guruswami                     | Coronel Ranjit Singh Walia    | Chacha Ji                                         |
| Sudheer Babu     | Raghav Shetty                 |                               |                                                   |
| Sunil Grover     | Paresh Prakash "PP" Khurana   |                               |                                                   |
| Sanjay Mishra    | Harry                         |                               |                                                   |
| Disha Patani     |                               | Neha Rawat                    | Aparición especial en la canción "Do you Love Me" |
| Manoj Bajpayee   |                               | DIG Ajay Shergill             |                                                   |
| Randeep Hooda    |                               | ACP Loha Singh Dhull "LSD"    |                                                   |
| Deepak Dobriyal  |                               | Usman Langda                  |                                                   |
| Prateik Babbar   |                               | Sunny Salgaonkar              |                                                   |
| Sunit Morarjee   |                               | Inspector Sharad Kute         | Inspector Sharad Kute                             |
| Arravya Sharma   |                               | Rhea Pratap Singh             |                                                   |
| Riteish Deshmukh |                               |                               | Vikram Charan Chaturvedi                          |
| Jameel Khoury    |                               |                               | Abu Jalal Gaza                                    |
| Jaideep Ahlawat  |                               |                               | IPL                                               |
| Vijay Varma      |                               |                               | Akhtar Lahori                                     |
| Ankita Lokhande  |                               |                               | Ruchi Nandan                                      |
| Jackie Shroff    |                               |                               | Inspector Charan Chaturvedi                       |
| Satish Kaushik   |                               |                               | Comisionado de policía BMC                        |

## Equipo de trabajo
| Ocupación                  | Película                                                         | Película                                                  | Película                                                                      |
| Ocupación                  | Baaghi (2016)                                                    | Baaghi 2 (2018)                                           | Baaghi 3(2020)                                                                |
| -------------------------- | ---------------------------------------------------------------- | --------------------------------------------------------- | ----------------------------------------------------------------------------- |
| Director                   | Sabbir Khan                                                      | Ahmed Khan                                                | Ahmed Khan                                                                    |
| Productor (es)             | Sajid Nadiadwala                                                 | Sajid Nadiadwala                                          | Sajid Nadiadwala                                                              |
| Guion                      | Sanjeev Datta                                                    | Ahmed Khan Abbas Hierapurwala Niraj Kumar Mishra          | Farhad SamjiSparsh Khetarpal Tasha Bhambra Madhur Sharma                      |
| Historia                   | Sanjeev Dutta                                                    | Sajid Nadiadwala                                          | Sajid Nadiadwala                                                              |
| Cinematografía             | Binod Pradhan                                                    | Santhana Krishnan Ravichandran                            | Santhana Krishnan Ravichandran                                                |
| Editor                     | Manan Sagar                                                      | Rameshwar S. Bhagat                                       | Rameshwar S. Bhagat                                                           |
| Compositor (es)            | Conoce a Bros Amaal Mallik Ankit Tiwari Manj Musik Pranaay Rijia | Mithoon Arko Sandeep ShirodkarGourov-Roshin Pranaay Rijia | Vishal – Shekhar Tanishk Bagchi Sachet – Parampara Rochak Kohli Pranaay Rijia |
| Puntuación de antecedentes | Julius Packiam                                                   | Julius Packiam                                            | Julius Packiam                                                                |

## Lanzamiento e ingresos
| Película | Fecha de lanzamiento | Presupuesto                   | Taquilla mundial                              |
| -------- | -------------------- | ----------------------------- | --------------------------------------------- |
| Baaghi   | 29 de abril de 2016  | ₹ 37 crore(US $ 5,2 millones) | ₹ 125,92 millones de rupias(US $ 18 millones) |
| Baaghi 2 | 30 de marzo de 2018  | ₹ 59 crore(US $ 8,3 millones) | ₹ 254,33 crore (US $ 36 millones)             |
| Baaghi 3 | 6 de marzo de 2020   | ₹ 85 crore(US $ 12 millones)  | ₹ 137.57 millones de rupias(US $ 19 millones) |
| Total    |                      | ₹ 181 crore(US $ 25 millones) | ₹ 515.82 crore (US $ 72 millones)             |

Baaghi 4 se realizará con un presupuesto de aproximadamente ₹ 100 crore (US $ 14 millones).